# Латс, Келлан
Келлан Кристофер Латс (англ. Kellan Christopher Lutz; род. 15 марта 1985) — американский актёр, известный ролью Эмметта Каллена в серии фильмов «Сумерки».

## Биография
Келлан Кристофер Латс — средний ребёнок в семье, общая численность которой насчитывает семь братьев и одну сестру (в основном единокровных). Родился в городе Дикинсон, Северная Дакота. Он унаследовал от своего отца любовь к фильмам ужасов. После окончания школы переехал в Калифорнию, учился в Orange County`s Chapman University на инженера-химика, но потом решил связать свою жизнь с актёрской карьерой.

## Карьера
Участвовал в множестве телевизионных шоу. Подрабатывал как модель, снимался в клипах Хилари Дафф на песню «With love» и группы Hinder на песню «Without You».
В сентябре 2012 года Келлан Латс приехал в Москву, чтобы представить свой новый фильм «Сироп», в котором сыграл главную роль.

## Личная жизнь
Встречался с Кайлой Юэлл. Какое-то время встречался с Анна-Линн Маккорд. С 2011 года встречался с актрисой и танцовщицей Шарни Винсон. В мае 2013 года они расстались. В декабре Келлан был замечен с Майли Сайрус, после чего источник сообщил, что пара встречается с начала декабря, но сам Келлан на шоу «On Air» с Райаном Сикрестом опроверг слухи о своём романе с певицей: «Это просто смешит меня… я дружу с Майли в течение шести лет. Она великолепная девочка… мы друзья, и продолжаем в том же духе». На премии «Оскар-2014» был замечен с моделью и актрисой Ольгой Куриленко.
В октябре 2017 года Латс объявил о помолвке с телеведущей и моделью Бриттани Гонзалес, а 23 ноября того же года пара объявила о своей женитьбе. 28 декабря 2019 стало известно, что пара ожидает рождения своего первого ребёнка. В феврале 2020 пара потеряла ребёнка на 6 месяце беременности. 22 февраля 2021 года родилась дочь Эштин Лилли Латс. 10 августа 2022 года родился сын Касен Лейн Латс.

## Фильмография
| Год       |     | Русское название                    | Оригинальное название                     | Роль                          |
| --------- | --- | ----------------------------------- | ----------------------------------------- | ----------------------------- |
| 2004      | с   | Дерзкие и красивые                  | The Bold and the Beautiful                | Роб                           |
| 2005      | с   | C.S.I.: Место преступления Нью-Йорк | CSI: NY                                   | Алекс Хоппер                  |
| 2005      | с   | Клиент всегда мёртв                 | Six Feet Under                            | Криттер                       |
| 2005      | с   | Вечное лето                         | Summerland                                | Форди                         |
| 2005—2014 | с   | Возвращение                         | The Comeback                              | Крис Макнесс                  |
| 2006      | ф   | Бунтарка                            | Stick it                                  | Фрэнк                         |
| 2006      | ф   | Нас приняли!                        | Accepted                                  | Дуэйн                         |
| 2007      | в   | Мёртвый отель                       | Ghosts of Goldfield                       | Чед                           |
| 2007      | с   | C.S.I.: Место преступления          | CSI: Crime Scene Investigation            | Крис Маллинс                  |
| 2007      | с   | Герои                               | Heroes                                    | Энди                          |
| 2008      | ф   | Выпускной                           | Prom Night                                | Рик Лиланд                    |
| 2008      | с   | Поколение убийц                     | Generation Kill                           | капрал Джейсон Лилли          |
| 2008      | ф   | Сумерки                             | Twilight                                  | Эмметт Каллен                 |
| 2008      | ф   | Покорители вершин                   | Deep Winter                               | Марк Райдер                   |
| 2008—2009 | с   | 90210: Новое поколение              | 90210                                     | Джордж Эванс                  |
| 2009      | в   | Племя                               | The Forgotten Ones                        | Джейк                         |
| 2009      | с   | —                                   | Valley Peaks                              | Кайл Макбрайд                 |
| 2009      | ф   | Сумерки. Сага. Новолуние            | The Twilight Saga: New Moon               | Эмметт Каллен                 |
| 2010      | ф   | Мескада                             | Meskada                                   | Эдди Арлингер                 |
| 2010      | ф   | Кошмар на улице Вязов               | A Nightmare On Elm Street                 | Дин Расселл                   |
| 2010      | ф   | Сумерки. Сага. Затмение             | The Twilight Saga: Eclipse                | Эмметт Каллен                 |
| 2011      | ф   | Сердце воина                        | A Warrior’s Heart                         | Конор Салливан                |
| 2011      | ф   | Сначала любовь, потом свадьба       | Love, Wedding, Marriage                   | Чарли                         |
| 2011      | в   | Арена                               | Arena                                     | Дэвид Лорд                    |
| 2011      | ф   | Сумерки. Сага: Рассвет — Часть 1    | The Twilight Saga: Breaking Dawn — Part 1 | Эмметт Каллен                 |
| 2011      | ф   | Война богов: Бессмертные            | Immortals                                 | Посейдон                      |
| 2012      | с   | Студия 30                           | 30 Rock                                   | в роли самого себя            |
| 2012      | ф   | Сумерки. Сага: Рассвет — Часть 2    | The Twilight Saga: Breaking Dawn — Part 2 | Эмметт Каллен                 |
| 2013      | ф   | Пылающий остров                     | Java Heat                                 | Джек Уайлд                    |
| 2013      | ф   | Сироп                               | Syrup                                     | Подлый Пит                    |
| 2013      | мс  | Насыщенные фруктозой приключения    | The High Fructose Adventures              | король Потадектес / Пай-Клопс |
| 2013      | мф  | Тарзан                              | Tarzan                                    | Тарзан                        |
| 2014      | ф   | Геракл: Начало легенды              | The Legend of Hercules                    | Геракл                        |
| 2014      | ф   | Неудержимые 3                       | The Expendables 3                         | Джон Смайли                   |
| 2015      | ф   | Экспериментатор                     | Experimenter                              | Уильям Шетнер                 |
| 2015      | ф   | Спасение                            | Extraction                                | Гарри Тернер                  |
| 2016      | ф   | Деньги                              | Money                                     | Марк                          |
| 2016      | ф   | Дитя Осириса                        | The Osiris Child                          | Сай Ломброк                   |
| 2017      | кор | —                                   | Lima                                      | Лима                          |
| 2018      | ф   | 7 хранителей гробницы               | 7 Guardians of the Tomb                   | Джек Ридли                    |
| 2018      | ф   | Скорость убивает                    | Speed Kills                               | Робби Ример                   |
| 2019      | ф   | Чего хотят мужчины                  | What Men Want                             | капитан Фактастик             |
| 2019—2020 | с   | ФБР                                 | FBI                                       | Кенни Кросби                  |
| 2020      | кор | Дивертисмент                        | Divertimento                              | Джонас Олсен                  |
| 2020      | кор | —                                   | Famous Adjacent                           | в роли самого себя            |
| 2020—2021 | с   | ФБР: Самые разыскиваемые            | FBI: Most Wanted                          | Кенни Кросби                  |